# Brünner Todesmarsch

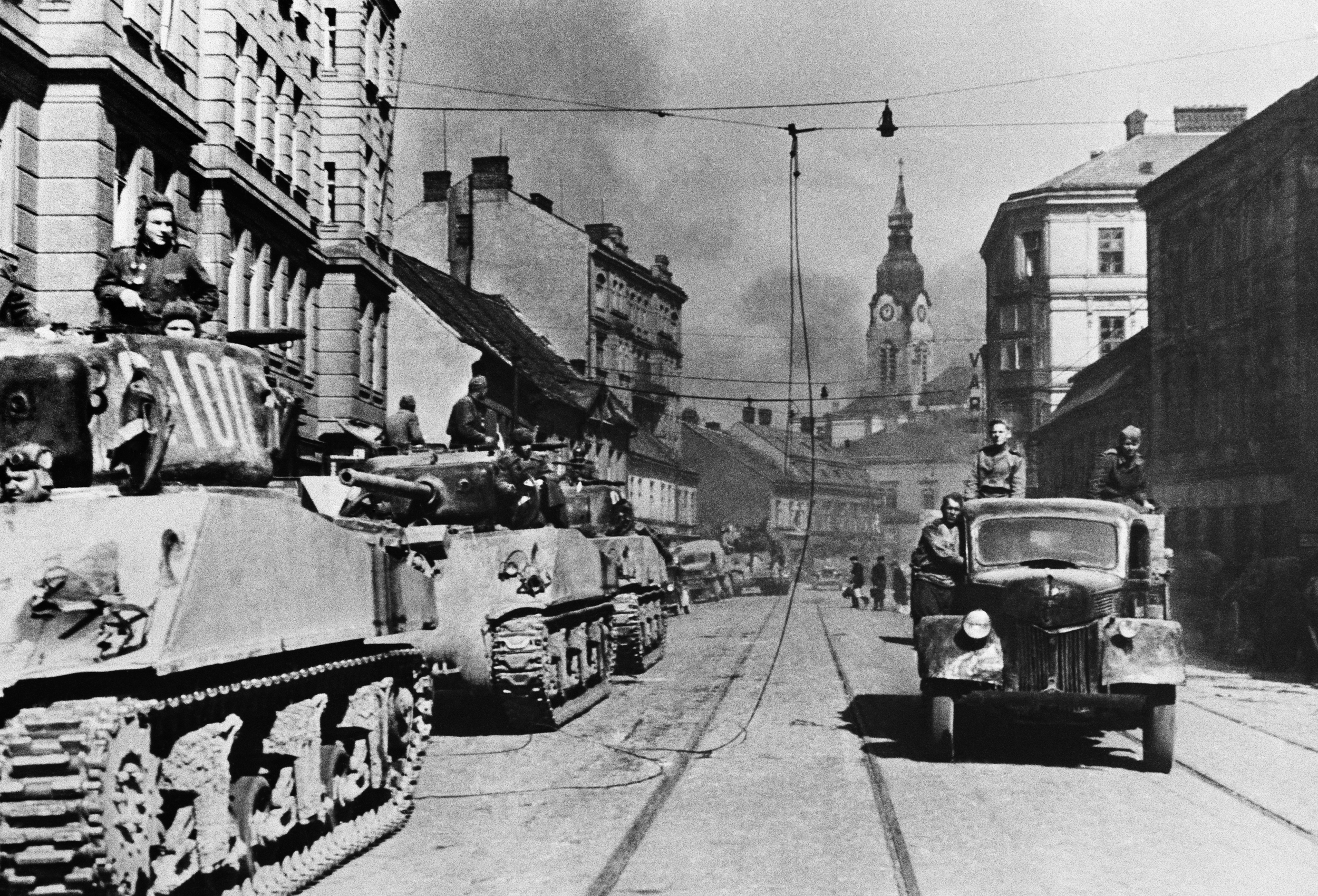
Brünner Innenstadt am Kriegsende (April 1945)

Der Brünner Todesmarsch (tschechisch Brněnský pochod smrti) war ein Pogrom an der deutschsprachigen Bevölkerung in Mähren im Zusammenhang mit der kollektiven Vertreibung der Deutschen aus der Tschechoslowakei. Der Marsch begann am 31. Mai 1945 in Brünn (Brno) und führte über Pohrlitz (Pohořelice) zur Staatsgrenze am sowjetisch besetzten Niederösterreich.

## Verlauf

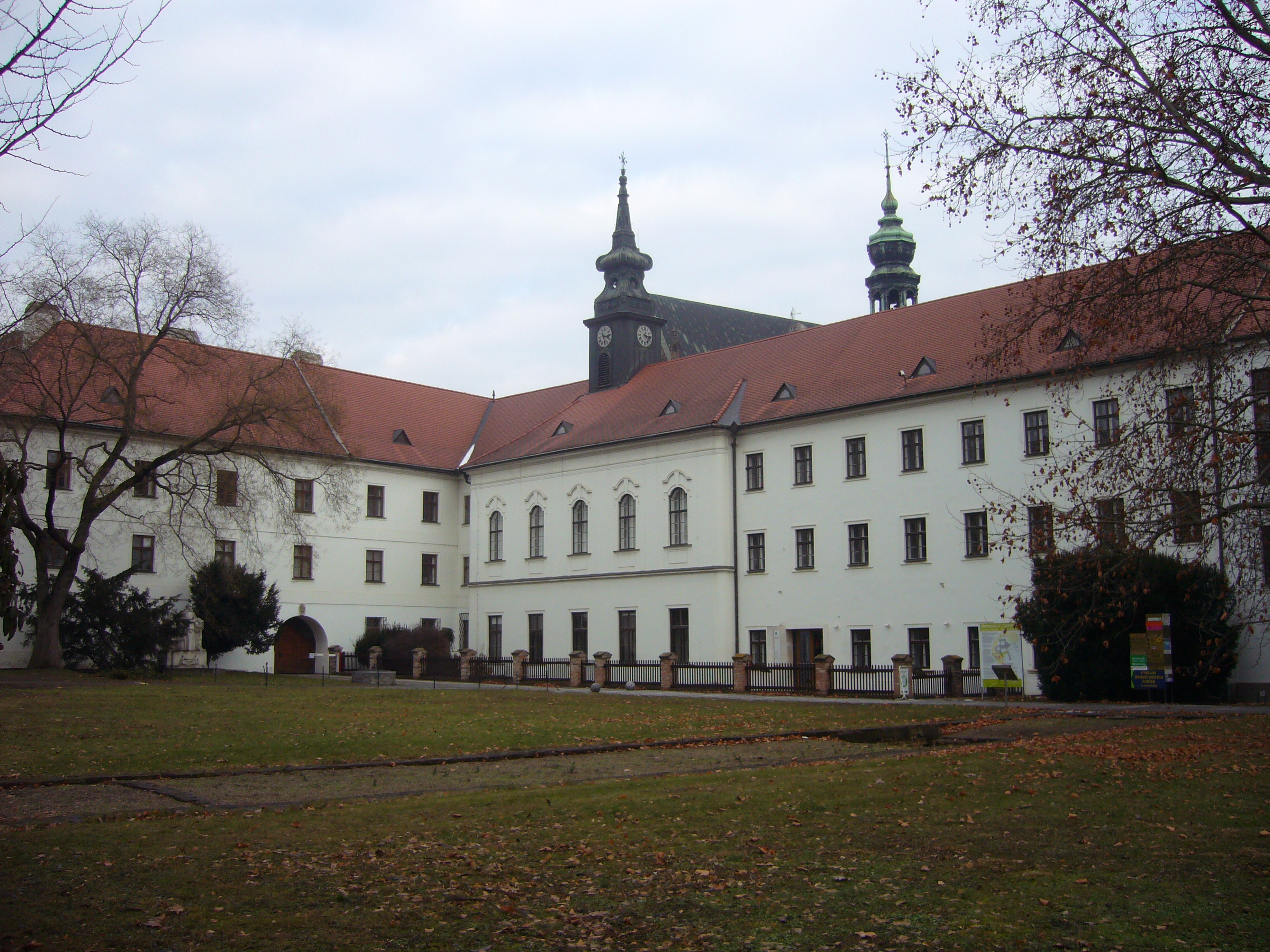
Klostergarten (2008)

Die Vertreibung der deutschsprachigen Einwohner aus Brünn gilt als sogenannte „wilde Vertreibung“. Am 31. Mai 1945 wurden diese Einwohner beim Augustinerkloster St. Thomas in Alt-Brünn zusammengetrieben. Am darauf folgenden Tag wurden die Menschen zusammen mit den deutsch- und zweisprachigen Bewohnern der umliegenden Dörfer rund 55 Kilometer in Richtung österreichische Grenze getrieben. Der Zug bestand hauptsächlich aus Frauen, Kindern, Kleinkindern und Säuglingen sowie alten Männern. Die meisten jüngeren Männer befanden sich zu diesem Zeitpunkt in Kriegsgefangenschaft oder waren in Lagern in der Stadt oder der näheren Umgebung, z. B. in der Brünner Festung Spielberg interniert. Viele waren den Strapazen des Marsches in größter Hitze und ohne organisierte Wasser- und Nahrungsmittelversorgung nicht gewachsen und brachen am Straßenrand zusammen.
Nachdem der Übertritt an der österreichischen Grenze zunächst verweigert worden war, sperrte man die bis dahin Überlebenden in der Stadt Pohořelice in Lagerhallen für Getreide ein. In diesem Lager mussten die Eingeschlossen hungern, Seuchen brachen aus und weitere Menschen starben.
Ein weiterer Marsch fand vom Linienamt in der Wiener Straße am 6. Juni 1945 statt. Nahrung sollte für drei Tage mitgenommen werden. Unter Androhung des Erschießens mussten Schmuck und Geld abgegeben werden. Alle 20 Schritte stand ein Tscheche oder Russe. Unter Schlägen mit Gewehrkolben und Knuten und Beschimpfungen marschierte man um 23 Uhr über Mödritz nach Raigern. Dort machte man auf einem großen Sportplatz Rast. Nach drei Stunden ging es im strömenden Regen sechs Stunden weiter nach Pohrlitz. Dort schlief man auf Sägespänen in Baracken. Täglich starben etwa fünfzig Menschen an Ruhr und Typhus. Manche blieben vor Schwäche länger als drei Tage im Lager. Die Vertriebenen waren nun sich selbst überlassen.
Erst nach längerem Zögern wurde im Juni 1945 die Grenze zum damals sowjetisch besetzten Niederösterreich geöffnet. Auch nach dem Erreichen des österreichischen Staatsgebietes setzte sich das Sterben der kranken und unterernährten Opfer fort. Ungefähr 1000 von ihnen fanden auf österreichischen Friedhöfen ihre letzte Ruhestätte.

## Opfer

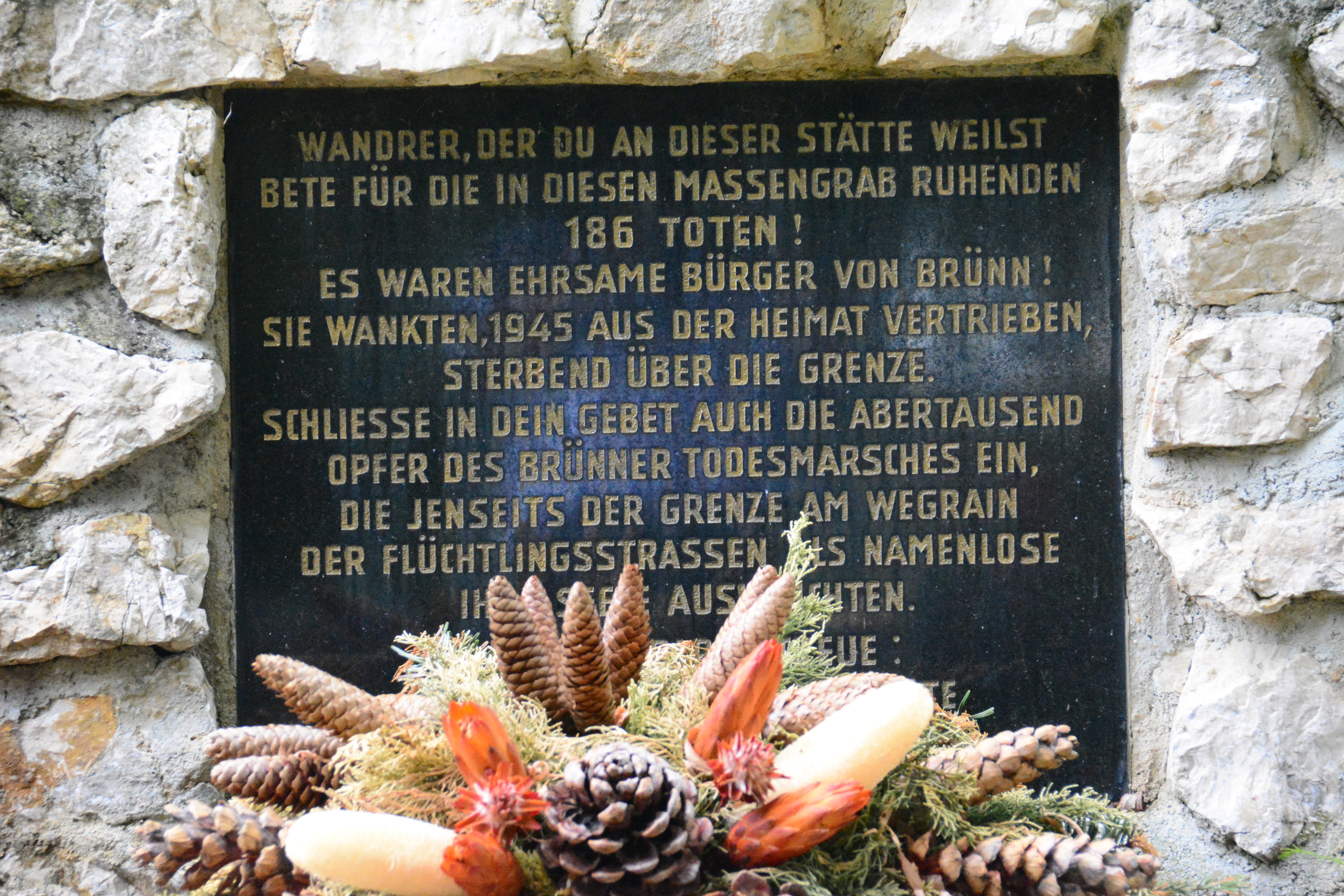
Gedenktafel am Massengrab auf dem Friedhof in Drasenhofen

Die Zahl der Teilnehmer des Marsches kann heute durch tschechische Akten relativ zuverlässig mit rund 27.000 angegeben werden. Das entspricht fast genau der Hälfte der damaligen deutschen Bevölkerung Brünns von rund 53.000.
Bei der Anzahl der Opfer des Brünner Todesmarsches gehen die Schätzungen weit auseinander. Auf Seite der Vertriebenen wurde die Spanne 4.000 bis 8.000 genannt, von tschechischer Seite nur wenige Hundert. Neuere Studien der 1990er Jahre führen zu einer Zahl von rund 5.200 Toten. Mit Sicherheit belegt sind etwas über 2.000 Todesfälle, davon 890 in einem Massengrab bei Pohořelice und weitere etwas über 1.000, die auf mehreren Friedhöfen auf österreichischer Seite (im unmittelbaren Grenzgebiet und entlang der Straße nach Wien) in Einzelgräbern bestattet wurden. Da die gesamte Historiographie davon ausgeht, dass auf der tschechischen Seite der Grenze weit mehr Opfer zu beklagen waren als im Schlusskapitel des Todesmarsches zwischen der Grenze und Wien, kann die Zahl 5.200 als gut gesichert gelten. Es liegen – anders als im Falle des Massakers von Aussig an der Elbe (tschechisch: Ústí nad Labem) – auch Vermisstenmeldungen in entsprechender Zahl vor. Die Opfer kamen während des Marsches oder unmittelbar danach um. Die meisten Opfer starben an Entkräftung, Hunger, Durst und Typhus; einige wurden wahrscheinlich durch tschechische Begleitmannschaften erschossen.

## Täter und Folgen
Der Brünner Todesmarsch wurde vorwiegend von den tschechischen Arbeitern der Brünner Waffenwerke (tschechisch: Československá zbrojovka) geplant und durchgeführt. Als Hauptorganisator dieses Verbrechens gilt der tschechische Stabskapitän Bedřich Pokorný. Er wechselte wenig später ins tschechische Innenministerium und gilt auch als Organisator des Massakers von Aussig vom 31. Juli 1945. Aufgrund des „Amnestie-Gesetzes“ Nr. 115 vom 8. Mai 1946 blieben die begangenen Straftaten ungesühnt, demnach ist es im eigentlichen Sinne kein Amnestie-, sondern ein Straffreiheits-Gesetz.
Beim Versuch einer Nachkriegsordnung nahmen die Siegermächte des Zweiten Weltkrieges am 2. August 1945 im Potsdamer Protokoll, Artikel XIII, zu den wilden und kollektiv verlaufenden Vertreibungen der deutschsprachigen Bevölkerung konkret nicht Stellung. Explizit forderten sie jedoch einen geordneten und humanen Transfer der deutschen Bevölkerungsteile, die in der Tschechoslowakei zurückgeblieben sind.

## Aufarbeitung und Gedenken

### Orte des Gedenkens

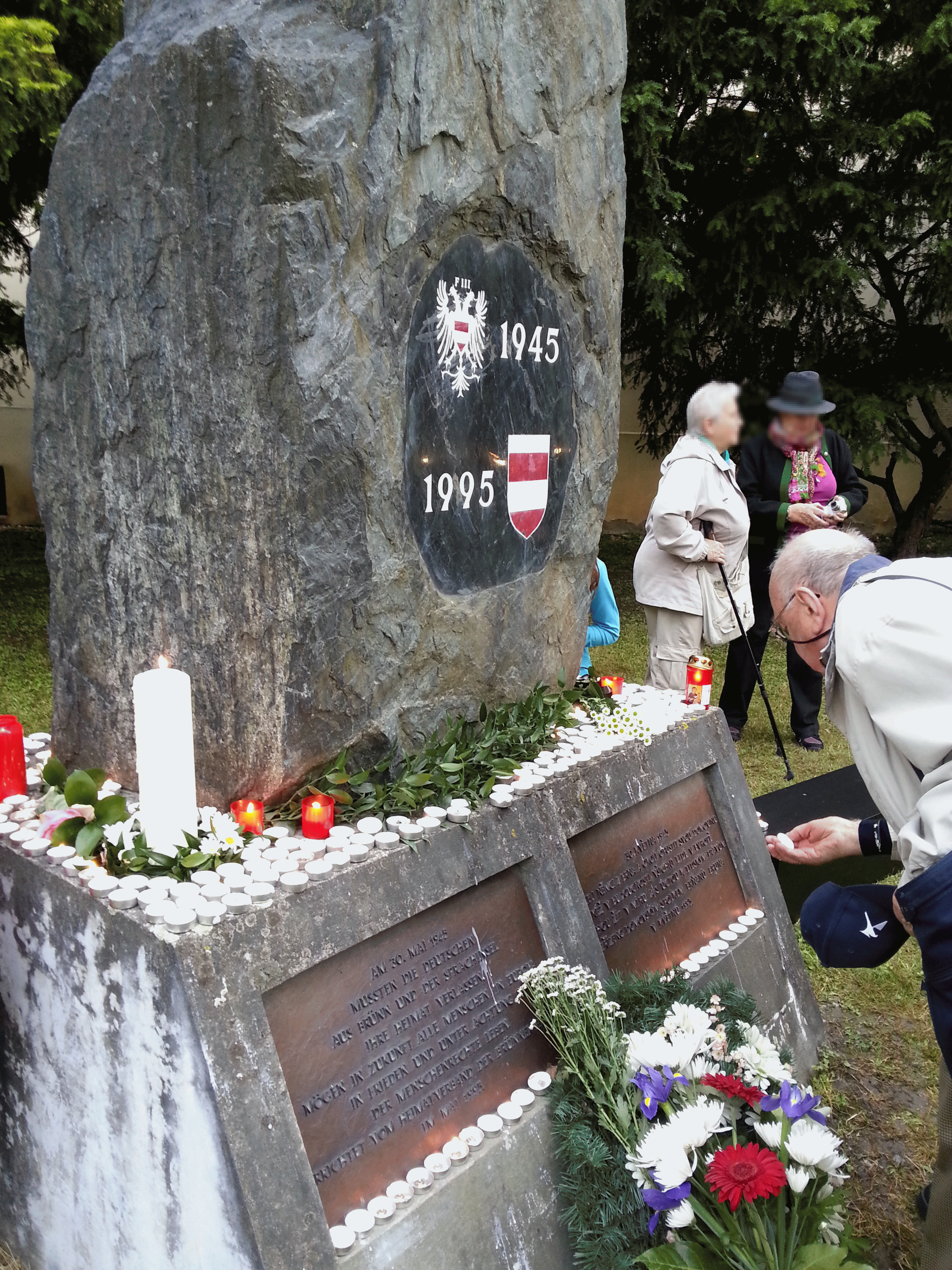
Gedenkstein im Augustinerkloster in Brünn (Ort der Zusammentreibung). Errichtet zum 70. Jahrestag (2015)

- Bei Pohořelice, auf halbem Weg zwischen Brünn und der Grenze zu Niederösterreich, befinden sich mehrere Massengräber der Opfer des Todesmarsches. Eines davon mit 890 Gräbern ist mit einem schlichten Gedenkstein als Grab erkennbar; die Fläche über den Gräbern wird jedoch weiterhin landwirtschaftlich genutzt.
- Im Garten des Augustinerklosters St. Thomas in Alt-Brünn erinnert seit 1995 ein Gedenkstein an die Opfer des Brünner Todesmarsches.
- In zahlreichen Ortsfriedhöfen an der Strecke des Todesmarsches in Österreich erinnern Gräber und Gedenksteine an die Ereignisse, so etwa in Drasenhofen, Steinebrunn, Herrnbaumgarten, Poysdorf, Wetzelsdorf, Mistelbach, Wolkersdorf, Bad Pyrawarth, Willersdorf, Stammersdorf, Purkersdorf und Erdberg.
- An der Außenfassade des neuen Altvaterturms auf dem Wetzstein im südlichen Thüringer Wald wurde 2004 eine Gedenktafel für die Opfer angebracht.
- Seit 2015 findet jährlich der Brünner Versöhnungsmarsch (in umgekehrter Richtung des Todesmarsches) von Pohořelice nach Brünn statt, an dem sich Tschechen wie Deutsche beteiligen. Symbolisch sollen so Deutsche unter Wohlwollen der tschechischen Bevölkerung wieder nach Brünn zurückgeführt werden.[3] Auch Vertreter aus Brünner Partnerstädten wie Schwäbisch Gmünd nehmen regelmäßig am Gedenkmarsch teil.[4]

### Erinnerung
Am 20. Mai 2015 bat der Stadtrat von Brünn um Entschuldigung für die gewalttätige Vertreibung, für den „Racheakt“, der „eine Vergeltung für Nazi-Verbrechen sein sollte“ und der „vor allem gegen Frauen, Kinder und alte Menschen gerichtet war“. Er erklärte, die damaligen Ereignisse aufrichtig zu bedauern, und äußerte den Wunsch, „dass sämtliches früheres Unrecht vergeben werden kann“. Am 30. Mai 2015 wurde zum 70. Jahrestag ein Gedenkmarsch (in umgekehrter Richtung) von Pohrlitz nach Brünn begangen. Der Oberbürgermeister der Stadt Brünn, Pavel Vokřál, lud auch Vertreter von Vertriebenenverbänden in Deutschland und Österreich ein, die Vertreibung der Brünner Deutschen zum Anlass für ein gemeinsames Gedenken zu nehmen. In dem anschließenden Festakt verwendete er in einer öffentlichen Deklaration zum ersten Mal auch auf Tschechisch den Begriff „Vertreibung“ (tschech. vyhnání). Diese Erklärung wurde an alle Anwesenden des Gedenkaktes (darunter der österreichische und deutsche Botschafter in der Tschechischen Republik) in gedruckter Form verteilt.

## Geschichtliche Hintergründe
Während der sechsjährigen Besetzung der „Resttschechei“ wurden im neugeschaffenen Protektorat Böhmen und Mähren nach unterschiedlichen Schätzungen zwischen 8.000 und 40.000 Tschechen, ohne Berücksichtigung der jüdischen Opfer, von der Besatzungsmacht ermordet. Zahlreiche Tschechen mussten in Gefängnissen und Lagern schwere Misshandlungen erdulden.
Als am 5. Mai 1945, drei Tage vor Kriegsende, der tschechische Maiaufstand ausbrach, sahen die Aufständischen, zu denen sich die Protektoratspolizei, bewaffnete Untergrundorganisationen und zahlreiche tschechische Jugendliche gesellten, die Gelegenheit für gekommen, an den Deutschen Vergeltung zu üben. Somit gelten bis heute in der tschechischen öffentlichen Meinung die an der deutschsprachigen Bevölkerung verübten Massaker und Gräueltaten als spontane Racheaktionen.

### Sekundärliteratur
- Jiří Padevět: Blutiger Sommer - Nachkriegsgewalt in den böhmischen Ländern [Übersetzung aus dem Tschechischen von Jana Heumos]. Tschirner & Kosová, Leipzig 2020, ISBN 978-3-00-065967-6
- Tomáš Staněk: Verfolgung 1945. Die Stellung der Deutschen in Böhmen, Mähren und Schlesien (außerhalb der Lager und Gefängnisse). 2002.
- Tomáš Staněk: Odsun Němců z Československa 1945–1947 (Abschiebung der Deutschen aus der Tschechoslowakei 1945–1947). Praha Acedemia, Prag 1991.
- Roland Hoffmann, Alois Harasko: Odsun. Die Vertreibung der Sudetendeutschen: Dokumentation zu Ursachen, Planung und Realisierung einer „ethnischen Säuberung“ in der Mitte Europas 1848/49-1945/46. München 2000, ISBN 3-933161-01-0.
- Hans Hertl: Der Brünner Todesmarsch 1945. Heimatverband der Brünner in Deutschland, 1999, ISBN 978-3-00-002566-2.
- Detlef Brandes: Der Weg zur Vertreibung 1938–1945. Pläne und Entscheidungen zum „Transfer“ der Deutschen aus der Tschechoslowakei und aus Polen. 2. Auflage, Verlag Oldenbourg, München 2005, ISBN 3-486-56731-4.
- Gemeinsame deutsch-tschechische Historikerkommission (Hrsg.): Konfliktgemeinschaft, Katastrophe, Entspannung. Skizze einer Darstellung der deutsch-tschechischen Geschichte seit dem 19. Jahrhundert. Oldenbourg/München 1996, ISBN 3-486-56287-8 (tschechisch und deutsch).

### Belletristik
- Ota Filip: Die stillen Toten unterm Klee. Langen Müller, München 1992, ISBN 3-7844-2417-1.
- Kateřina Tučková: Gerta. Das deutsche Mädchen. Klak Verlag. 2018, ISBN 978-3-943767-97-1.
- Susanne Benda: Dein Schweigen, Vater. Verlag Urachhaus. 2022, ISBN 978-3-8251-5331-1.